# Tac au tac
Pour les articles ayant des titres homophones, voir Tac-O-Tac et Du tac au tac.
Tac au tac est une émission de télévision française diffusée entre 1969 et 1975 sur les chaines de l'ORTF.
Imaginée, réalisée et présentée par Jean Frapat, elle rassemblait quelques dessinateurs, généralement issus du monde de la bande dessinée ou de la caricature de presse. Coopérant ou s'affrontant, les invités se livraient à des dessins improvisés, souvent collectifs, encadrés par des contraintes inspirées des jeux surréalistes comme le cadavre exquis. Le principe de l'émission a été ensuite repris dans la plupart des festivals de bande dessinée.
L'émission a été relancée par la chaine Museum, Effervescence Productions (Simone Harari), et Laurent Frapat, le fils de Jean Frapat, en janvier 2018.

## Principe et déroulement de l'émission
Lors de la première diffusée, Jean Frapat présente lui-même sa création dans une description qui reprend la plupart des éléments caractéristiques de son émission : « C'est un jeu, sans paroles, sans animateur, sans présentateur pourrait-on dire, enfin je suis là moi même, mais, si peu, si peu. C'est un jeu par contre avec des joueurs. Ces joueurs sont des dessinateurs humoristes. Et ils vont s'affronter ce soir devant vous et se renvoyer la balle devant vous dans deux épreuves totalement improvisées ».

### Joueurs
Chaque épisode met face à face un groupe de « dessinateurs humoristes », principalement issus du monde de la bande dessinée ou de la caricature de presse. Les invités sont variés, célèbres ou inconnus du grand public, parfois étrangers (Hugo Pratt, etc.), un univers peu familier en France à l'époque.
Quelques participants réguliers sont par exemple Claire Bretécher, Cardon, Franquin, Gébé, Marcel Gotlib ou encore Piem.
Parfois, Jean Frapat émet une brève remarque pour informer le téléspectateur des réalisations d'un invité ou pour décrire une particularité de son trait.

### Jeux
Lors de chaque enregistrement, un petit nombre de « jeux » est proposé aux invités. Il s'agit en fait de quelques règles qui constituent le cadre de la performance, seules contraintes dans lesquelles se déploie l'improvisation du dessin.
Ces règles s'inspirent ouvertement des contraintes artistiques volontaires que se fixent les surréalistes ou les oulipiens dans leurs jeux d'écriture. Ils s'apparentent aussi à des pratiques relevant d'autres champs artistiques, se réclamant des OuXPo ou non. Un parallèle peut être établi avec d'autres types d'improvisation, notamment musicales et théâtrales, qui prisent particulièrement ce genre d'exercices d’auto-contraintes à travers l'usage de styles et de catégories.
Voici une liste des jeux les plus souvent mobilisés :
- Le piège : un invité dessine un de ses personnages fétiches en plusieurs exemplaires, ses confrères doivent ensuite le mettre face à une difficulté en dessinant un piège (un trou sous ses pieds, une falaise qui va céder, un pot de fleur qui tombe, un lion qui menace, un brigand caché ...) ; le premier dessinateur revient pour sauver ses personnages à l'aide d'un autre dessin. Cet exercice mobilise le couple problème/résolution, classique en improvisation théâtrale, et fait travailler l'inventivité.

- L'escalade : les invités complètent successivement un dessin commun, ajoutant tour à tour des éléments qui modifient la situation.

- Le dessin en parallèle : deux couples d'invités disposés séparément (chaque groupe ne voit que sa planche et pas celle des adversaires), se proposent successivement des éléments à dessiner par les deux groupes (les partenaires d'un même groupe se remplaçant au fur et à mesure sur un dessin commun). Ainsi, à la fin, les deux groupes ont eu exactement la même liste d'éléments à dessiner. Cependant, quand les deux versions sont révélées, elles sont rarement identiques.

- Le motif : Jean Frapat explicite le principe du jeu lors de l'émission diffusée le 2 février 1971 : « Le motif en colimaçon est le point de départ. Ce motif il s'agit pour Fred, ici, comme pour les autres, tout à l'heure, de le compléter, chacun à tour de rôle, si le dessin final comporte un gag, c'est bon, si le gag est inspiré par le dessin initial, c'est mieux, et si le gag n'apparait qu'en fin d'exécution, alors là, c'est un vrai plaisir ! ». Cet exercice, proche de celui des catégories par ajout en improvisation théâtrale, permet de travailler la créativité des dessinateurs qui détournent le motif initial de sa fonction. Une variante du jeu proposé par Jean Frapat consiste à improviser un dessin autour d'un objet réel (une corde à nœud coulant, pour l'émission diffusée le 27 septembre 1971).

- L'énigme : un dessinateur pose une énigme à ses confrères : il dessine quelque chose (de concret ou abstrait) et c'est ensuite aux autres invités de donner un sens au dessin. Dans l'émission du 27 décembre 1971, un invité dessine une caisse, un autre Napoléon. Les autres dessinateurs imaginent ce qui se cache dans, autour ou derrière la caisse ou la veste de Napoléon. Jean Frapat explique l'intérêt du jeu : « L'un des quatre dessinateurs va poser à ses camarades une énigme. [...] C'est le jeu du contenant et du contenu, de l'apparence et de l'au-delà des apparences [...] ».

- Le cadavre exquis : dans cet exercice directement inspiré du jeu surréaliste original, les invités dessinent à tour de rôle, de gauche à droite sur une même feuille, mais chaque artiste replie la feuille après avoir dessiné ce qui ne laisse à voir au suivant qu'une toute petite partie du dessin précédent. À la fin, l'ensemble est dévoilé.

- La vision collective : les invités dessinent ensemble et en même temps sur un thème donné dans un très grand format.

- La carte blanche à thème : les dessinateurs réalisent chacun un dessin, indépendamment les uns des autres, en s'inspirant librement d'un thème imposé à l'avance. Par exemple, dans l'émission du 22 janvier 1972, le thème « Le retour de l'Invincible » donne des dessins variés : un cowboy éreinté refusé à un guichet de la Sécurité Sociale (Mœbius), un Tarzan empalé sur une branche d'arbre (Gotlib), un mari cocu retrouvant sa femme au lit avec trois éléphants (Mandryka) et un James Bond manchot mis en joue par son propre imperméable (Alexis).

### Ambiance
Lors des émissions diffusées, l'ambiance est assez décontractée. Il y a très peu de paroles (cela fait partie des consignes données par Frapat), mais on entend quelquefois les dessinateurs rire ou commenter les réalisations des uns et des autres. Même dans les jeux de confrontation, on ne trouve pas vraiment d'esprit de compétition, plutôt une impression d'émulation, d'excitation partagée dans la participation à cette expérience. Jean Frapat rappelle à plusieurs reprises dans ses commentaires le caractère amical de ces affrontements, comme lors de l'émission diffusée le 30 août 1975 : « À Tac au Tac, les dessinateurs sont souvent comme en vacances, alors que l'un dessine pour l'Express, l'autre au Nouvel Observateur, qu'importe ces divergences, aujourd'hui la politique aussi s'est donné congé. Si on se fait la guerre, c'est pour rire ». De même, l'idée d'exercice, d'essai expérimental revient régulièrement comme dans l'émission diffusée le 4 octobre 1975 : « Personne bien sûr ne prend tout ça bien au sérieux, les dessinateurs pas plus que nous. Pour eux c'est une occasion de faire connaissance, ils ne s'étaient jamais rencontrés, et l'occasion aussi d'un exercice de style autour du visage féminin ».

## Origine d'un dispositif réflexif
Le principe de l'émission est créé dans le service de la recherche de l'ORTF par Jean Frapat, dans un contexte de renouvellement des genres télévisuels. Les différents dispositifs scéniques — que Jean Frapat nomme des  « prototypes » — permettent d'explorer le lien entre média et image.

## Réalisation
L'un des réalisateurs est Michel Huillard.

### Tournage
L'émission est tournée dans le studio 4 de la rue Cognacq-Jay. Quelques émissions sont tournées spécialement à New York.
L'émission initialement tournée en noir et blanc passera ensuite en couleur.

### Montage
Toutes les émissions sont le résultat d'un intense travail de montage. En effet, comme rappelé par Jean Frapat le 4 octobre 1975, le travail de plus d'une heure est découpé et restitué en un épisode de 15 minutes en moyenne.

### Musique
Dans la lignée de l'ORTF, l'émission est entrecoupée de passages de musique électronique. La musique occupe une place particulière pour accompagner les scènes de dessin. Le 4 octobre 1975, Jean Frapat considère Gérard Gallo, ingénieur du son et spécialiste du montage magnétophone, comme un « illustrateur sonore ».

### Diffusions
Originellement crée pour boucher les trous dans la grille de programme, l'émission a été programmée et déprogrammée plusieurs fois. Elle a même changé de chaîne en cours de route. Il y avait parfois beaucoup de temps entre le tournage et la diffusion.

## Réception et postérité

### Réception
L'émission est très populaire et devient une référence tant pour les dessinateurs eux-mêmes que pour les lecteurs, en témoignent les nombreux témoignages sur des supports divers (bandes dessinées, magazines...).
Ce sont d'abord les périodiques illustrés qui popularisent l'émission à travers de nombreuses références, comme dans Pilote ou dans Le journal de Spirou (une double page en 1972 signée par M. Archive revient sur le principe de l'émission, les conditions de réalisations et de diffusion et présente quelques photographies ainsi que des dessins). On trouve aussi des articles dans Phénix : Jean Frapat signe un reportage depuis le Congrès de New York pour le numéro 21 ; des clichés et dessins sont repris dans les numéros 27, 35 et 47[source insuffisante].
L'émission devient aussi une référence commune des professionnels de la bande dessinée et se retrouve alors comme thème de certaines histoires. Marcel Gotlib, invité régulier de l'émission, y consacre quelques planches. Une première double page intitulée « Tac au Tac s'anoblit » se trouve dans le deuxième tome des Rubrique-à-brac, où l'auteur parodie l'émission en mettant en présence Picasso, Buffet, Dalí et Reiser réalisant une « escalade ». La première case reprend le premier générique avec le motif du disque et la musique est surprenante, ainsi que la voix off qui reprend les commentaires de Jean Frapat. Une seconde double page est visible dans Trucs En Vrac et relate l'histoire de l'auteur convoqué avec Gébé, Fred et Alexis dans les studios de l'ORTF et confronté à l'exercice du motif. Il s'agit alors plus d'exprimer l'expérience d'une première fois à la télévision ainsi que l'importance que cela revêt et le trac induit.
On peut mesurer la place prise par l'émission dans le milieu de la bande dessinée à l'aune du nombre de reprises du concept dans les salons de bande dessinée. C'est le cas dès les premières éditions du Festival d'Angoulême, comme le raconte Jean Mardikian : « C’était l’époque du « Grand Tac au Tac » : deux grands panneaux installés sur les murs d’une grande salle, sur lesquels les dessinateurs venaient à tour de rôle, par groupe de trois ou quatre, exprimer les talents et leurs colères dans une liberté totale. ». En 1974, l'événement subit d'ailleurs une menace de censure du fanzine La Presse pirate incluant un dessin de fellation, considérée comme pornographique. En solidarité, certains dessinateurs protestent en fermant leurs stands et en entreprenant un tac au tac sur le thème « Les poulets au musée ». Ces manifestations contribuent à populariser l'exercice qui devient un épisode de plus en plus incontournable des salons de bande dessinée. Le terme « Tac au Tac » perd alors peu à peu sa référence directe à l'émission de Jean Frapat pour désigner plus communément un exercice de dessin collectif improvisé.

### Anthologies de dessins
Au-delà de dessins isolés figurant dans des magazines spécialisés, quelques publications réalisent un travail de regroupement d’œuvres dessinées lors de l'émission :
- Jean Frapat, Tac au tac, Paris, Balland, 1973.
- La marquise sortit à 5 heures, Pilote Numéro 746 (21/02/1974)

### Mystère sur le devenir des dessins originaux
Il réside une grande incertitude quant au devenir des dessins originaux. D'après M. Archive dans un numéro du Journal de Spirou de 1972, « les dessins réalisés restent la propriété intellectuelle des réalisateurs de l'émission ». Ceux-ci n'ayant apparemment jamais été exposés en galerie d'art, les interrogations et les rumeurs s'accumulent parmi les amateurs et collectionneurs, comme on peut le constater en suivant, les forums de discussions spécialisés en ligne. Parmi les hypothèses avancées, les dessins auraient été détruits car trop encombrants, gardés dans les archives de l'INA, ou conservés par Jean Frapat en personne[réf. nécessaire].

### Émules
Le principe de l'émission sera repris par d'autres producteurs en France et à l'étranger, par exemple dans les années 1990 : « GRAPH » sur Arte/La Sept.
On retrouve également le principe de participation en direct à la télévision d'un ou plusieurs dessinateurs de presse dans :
- Le Petit Rapporteur avec Piem ;
- Récré A2 avec Cabu ;
- Droit de réponse de Michel Polac.

### Diffusion en ligne par l'INA
En 2010, l'INA a mis en ligne l'intégralité des émissions diffusées dans les années 1970, ainsi que certains rushes inédits non utilisés au montage. Ces contenus sont pour la plupart en libre accès.
Cette diffusion provoque un regain d’intérêt pour l'émission.

## Anecdotes
Jean Frapat inaugure la première émission diffusée en dessinant sur une vitre.